# 統一セーシェル
統一セーシェル（とういつセーシェル、英語: United Seychelles, フランス語: Seychelles unies）は、セーシェルの政党。1977年より幾度の改名を経て、2020年まで一貫して与党の座にあった。

## 党史
1964年にフランス＝アルベール・ルネにより設立された社会主義政党で、当時の名称はセーシェル人民統一党(SPUP)。ルネのカリスマ的個人指導に基づく政党で、1977年に無血クーデターで政権を掌握。ルネは大統領に就任した。
政権奪取後の1978年、党名をセーシェル人民進歩戦線(SPPF)と改称した。SPPFは唯一の合法政党として、セーシェルを一党独裁による社会主義国家へと変貌させた。1977年のクーデターから、1993年の複数政党制導入までの時代を、セーシェル史の一区分として「第二共和国期」という。SPPF中央委員会はセーシェル国民議会を凌駕する権能を持っていた。
第二共和国期、SPPF党員や、タンザニア、アルジェリア、リビア、東ドイツなど他の社会主義国からの資金援助があり、ルネの長期政権維持に貢献した。
1993年に複数政党制を導入した後も、SPPFの長期政権は辛くも続いている。高齢のルネは2004年に引退し、ルネの側近で副大統領を務めていたジェイムス・ミッシェルが大統領となっている。
2007年5月12日に行なわれた総選挙では、SPPFは56.76%の得票で、国民議会34議席中23議席を獲得し、引き続き過半数を維持した。
2009年6月、セーシェル人民進歩戦線から人民党へと党名を改称した。
2016年9月27日、ミッシェルは10月16日をもって辞任し、副大統領のダニー・フォールに権力を委譲すると表明した。この声明は、総選挙で野党勢力が国会の過半数を制したのにあわせて発表された。
2018年11月に人民党から統一セーシェルへと党名を改称した。
2020年10月22日から24日にかけて執行されたセーシェル議会総選挙・大統領選挙にて再選を目指したフォールは野党候補のワベル・ラムカラワンに敗れ落選し、議会の多数派も野党に奪われた。これにより1977年以来守ってきた政権の座を明け渡すこととなった。

## 公式サイト
- 人民党機関紙「The People」